# Ипатинга (футбольный клуб)
«Ипатинга» (порт. Betim Esporte Clube) — бразильский футбольный клуб из города Ипатинга, штат Минас-Жерайс. Был основан 21 мая 1998 года в Ипатинге, штат Минас-Жерайс. В 2013 году выступал под названием «Бетин» в одноимённом городе (порт. Betim Esporte Clube).

## История
Клуб был основан 21 мая 1998 года бывшим футболистом «Крузейро» и «Атлетико Минейро» Итаиром Машадо. Клуб сенсационно превзошёл в финале чемпионата штата 2005 года «Крузейро» и стал чемпионом впервые в своей истории. В 2006 году «Ипатинга» вновь дошла до финала чемпионата штата, где «Крузейро» взял реванш, а также до полуфинала Кубка Бразилии. Также в 2006 году команда заняла третье место в Серии C Бразилии, что позволило команде выступить в 2007 году в Серии B. Но на этом «чудо» провинциальной команды не закончилось, так как по итогам сезона 2007 года «Ипатинга» финишировала на втором месте в Серии B, что позволило команде выйти в Серию А в 2008 году.
Однако это был потолок для команды — «Ипатинга» безнадёжно финишировала на последнем месте в Серии А и вернулась во второй эшелон бразильского футбола. Команда отметилась самой низкой посещаемостью домашних матчей в лиге — в среднем 3 602 человека за матч (при средних показателях Серии А в 16 708 зрителей). Падение продолжилось и в последующие годы.
В 2012 году, столкнувшись с финансовыми проблемами и потеряв поддержку населения Ипатинги, клуб решил переехать в Бетин, изменив своё название на Betim Esporte Clube. По итогам 2012 года команда вылетела из Серии B, заняв в ней только 19-е место.
В 2013 году «Бетин» занял довольно высокое шестое место в Серии C, остановившись на стадии ¼ финала турнира. Выход в полуфинал позволил бы «Бетину» вернуться в Серию B. При этом клуб подал в гражданский суд на Бразильскую конфедерацию футбола, которая лишила «Бетин» шести очков из-за долгов перед португальским «Насьоналом» за защитника Луизиньо. В сентябре Спортивный суд исключил «Бетин» из числа участников Серии C. Однако клуб подал иск в гражданский суд и КБФ до окончания разбирательства позволила сыграть «Бетину» в четвертьфинале турнира, в котором по сумме двух матчей команда уступила будущему победителю «Санта-Крузу» — 1:3. После того, как решение КБФ подтвердили в ФИФА, главная футбольная инстанция Бразилии подтвердила лишение «Бетина» шести очков в предварительной стадии Серии C 2013, а также исключил клуб из числа участников Серии C.
В конце 2013 года руководство клуба «Бетин» приняло решение возвратиться в город Ипатингу. Однако из-за юридических проблем клуб на некоторое время оставил официальное название «Бетин». В том числе это наименование фигурирует в нескольких подтверждениях КБФ по поводу исключения «Бетина» из Серии D. В апреле 2014 года стало известно, что «Бетин»/«Ипатинга» будет выступать в Серии D. Благодаря этому решению пятый с конца клуб в регулярном чемпионате Серии C 2013, КРАК, спасся от вылета в Серию D.
По итогам 2014 года «Ипатинга»/«Бетин» стала слабейшим клубом Серии D, набрав на групповом этапе 2 очка. Формально команда заняла 40-е место из 41 участников, однако это произошло лишь благодаря лишению «Виллы-Новы» 14 очков, у которой было в своей группе 4 очка.
В подавляющем числе бразильских источников клуб в 2014 году вновь стали называть «Ипатинга» (либо «Ипатинга/Бетин»), по фактическому расположению. 25 ноября 2014 года на официальной странице клуба в Facebook появилось сообщение на португальском языке: «Отличная новость, спортивный клуб „Бетин“ (Betim Esporte Clube) больше не существует, КБФ официально подтвердила возвращение названия Футбольный клуб „Ипатинга“ (Ipatinga Futebol Clube)».

## Достижения
- Чемпион штата Минас-Жерайс (1): 2005
  - Вице-чемпион штата (2): 2002, 2006
  - Полуфиналист Кубка Бразилии (1): 2006
  - Вице-чемпион Бразилии в Серии B (1): 2007